# Sõpruse sild (Tartu)
Le pont de l’amitié  (en estonien : Sõpruse sild) est un pont à  Tartu en Estonie.

## Présentation
Le pont traverse le canal d'Anne, la rivière Emajõgi, la voie ferrée et la rue Turu tänav.
Le pont a 4 voies pour les voitures et 2 voies pour les piétons.
À son ouverture, le pont de l’Amitié est le plus long pont de Tartu et aussi d'Estonie. 
La longueur du pont est de 488,2 mètres et sa largeur de 26,5 mètres.

## Histoire
Le besoin de construire un nouveau pont s'est fait sentir à Tartu à la fin des années 1960, lorsqu'on a voulu relier la future zone résidentielle d'Annelinn aux quartiers de la rive droite. La conception du pont a commencé au début des années 1970. Selon les normes de l'époque, les institutions de conception estoniennes étaient autorisées à concevoir des ponts dont la longueur était inférieure à 100 mètres, de sorte que le pont de l'amitié a été conçu à Léningrad. 
La capacité quotidienne du pont avec deux directions de conduite séparées a été conçue pour être de 20 000 voitures, ce qui, selon les estimations, devait correspondre à la charge de trafic des années 1990.
La construction du pont devait être achevée en 1977.
Quarante piliers ont été construits pour soutenir le pont.
Au cours des deux premières années, les travaux de construction se sont déroulés sans heurts, mais en 1979, un manque de matériaux a commencé à peser sur les travaux, qui ont cessé pendant plusieurs mois.
Le pont de l'amitié a ouvert le 5 décembre 1981.

## Galerie

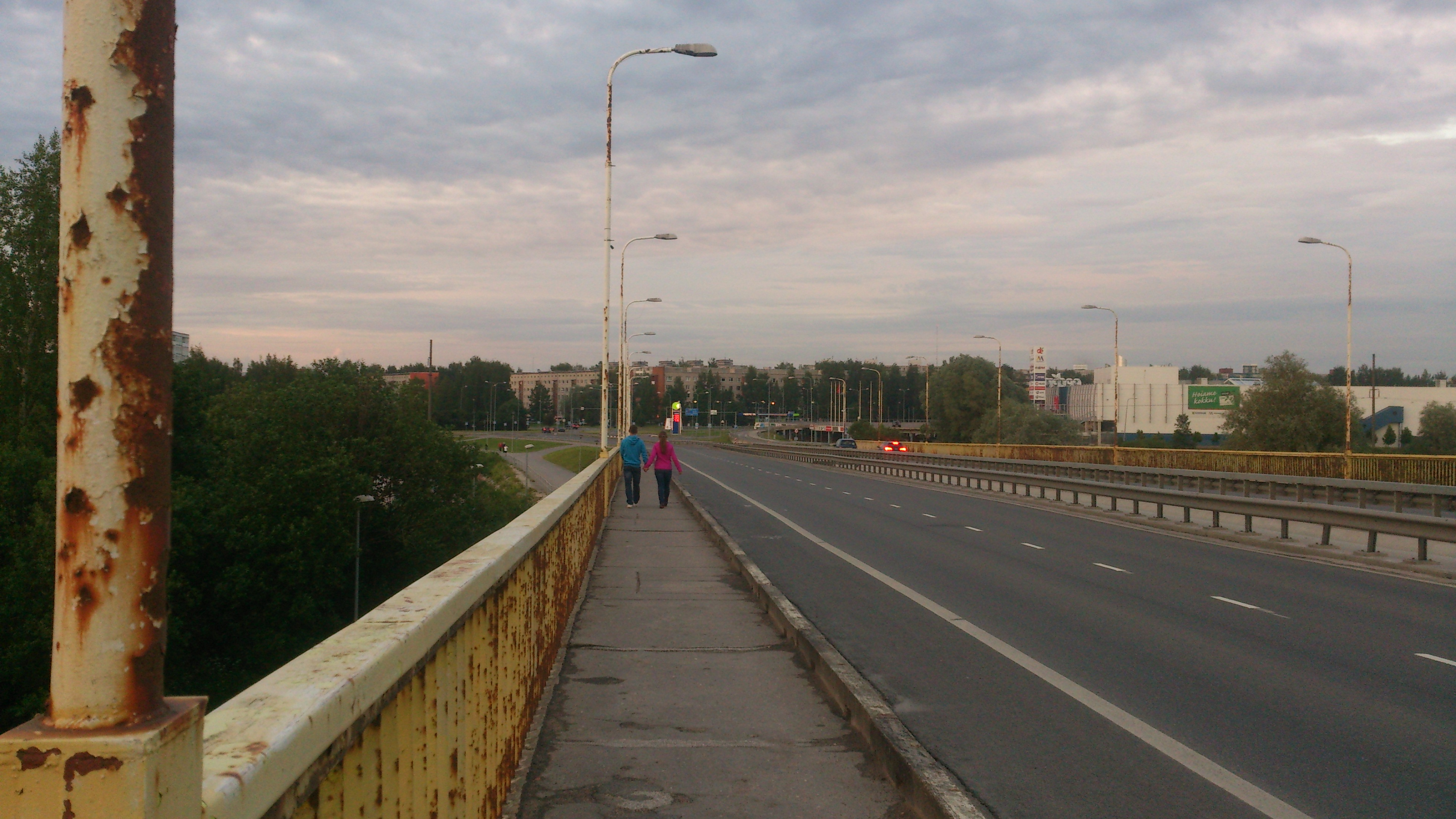
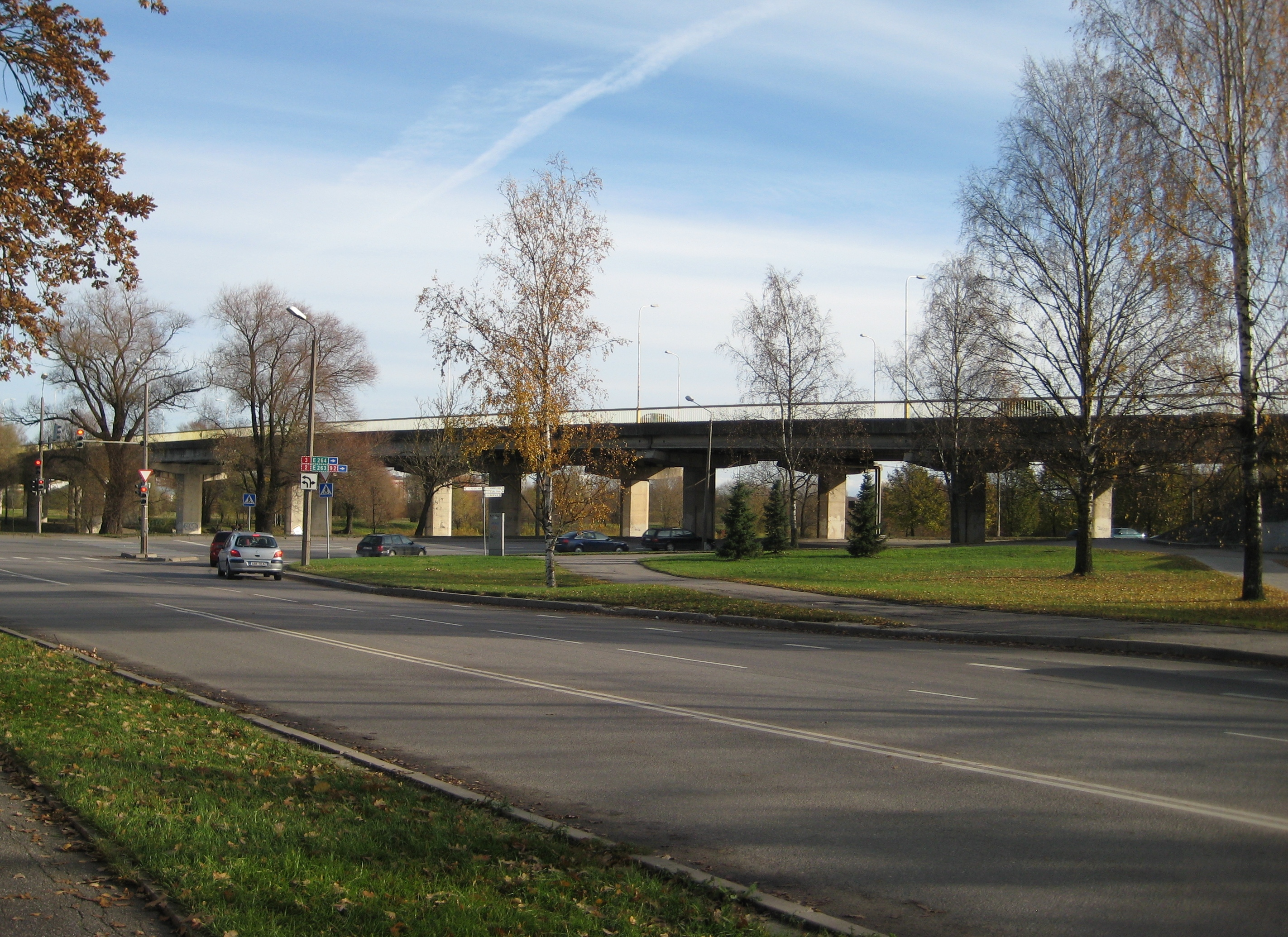
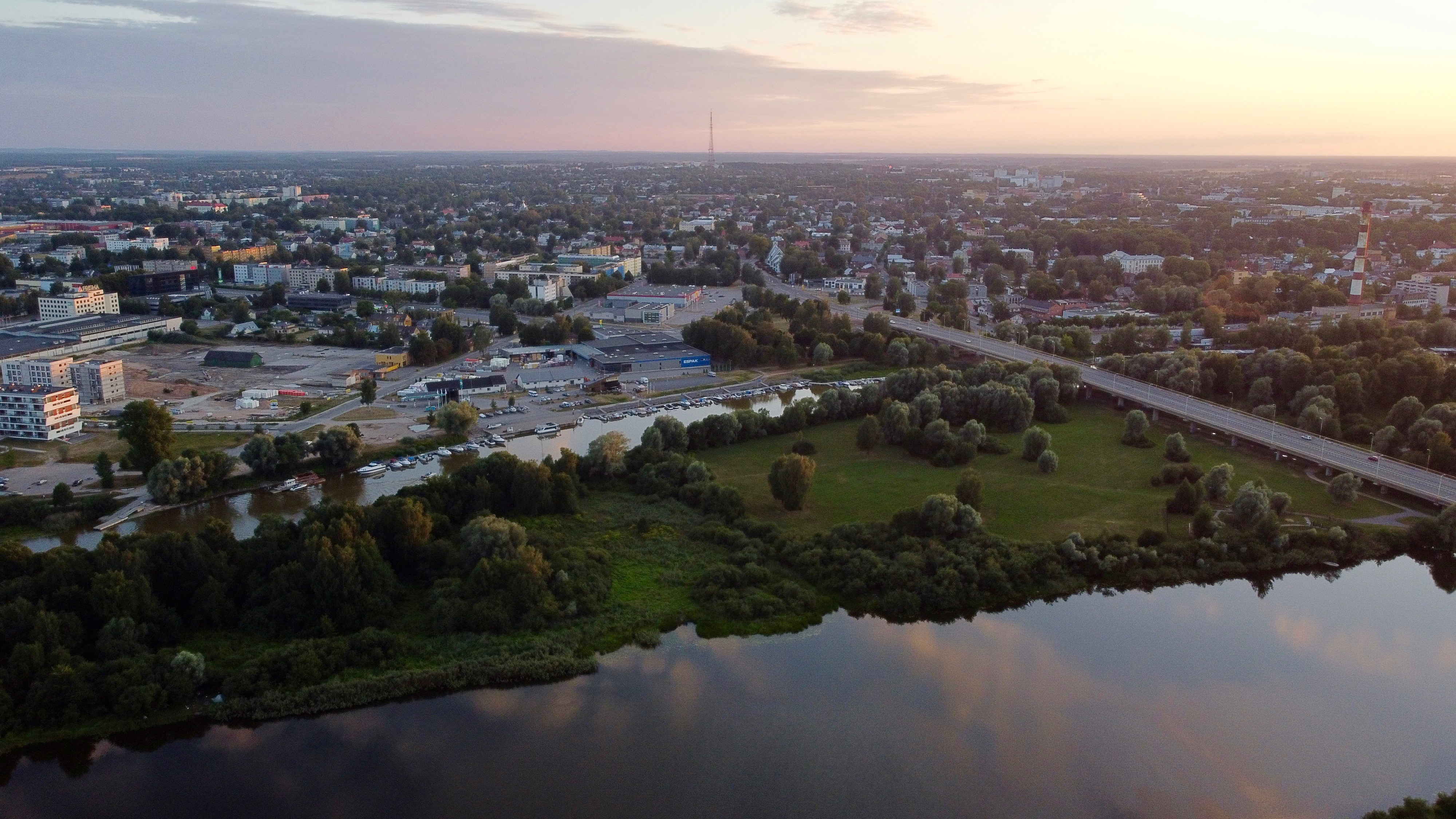